# 太陽谷 (亞利桑那州)
太陽谷（英語：Sun Valley）是位於美國亞利桑那州納瓦霍縣的一個人口普查指定地區。根據2010年美國人口普查，該地人口為316人，而該地的面積約為81.87平方千米。

## 地理
太陽谷的座標為34°58′50″N 110°03′29″W / 34.98056°N 110.05806°W，而該地最高點為海拔高度1610米（即5282英尺）。